# 神州丸
神州丸（神洲丸、しんしゅうまる）は、大日本帝国陸軍が発案し海軍の協力の元に開発・建造・運用した揚陸艦（上陸用舟艇母船）（詳細は後述）。存在秘匿のためにR1、GL、MT、龍城丸（りゅうじょうまる）等の名称も使用されている。帝国陸軍では特殊船に分類され、その第1号（第1船・1番船）となり同型船は無い。
先進的な設計意図の揚陸艦で、舟艇泛水設備により安全・迅速に一挙に上陸用舟艇である大発動艇（大発）・小発動艇（小発）多数を兵員搭載状態で連続発進できるほか、それらの護衛砲艇たる装甲艇（AB艇）、高速偵察艇たる高速艇甲(HB-K)を搭載し極めて高い上陸戦遂行能力を備えていた。日中戦争（支那事変）最初期から太平洋戦争（大東亜戦争）末期に至るまで数々の上陸作戦・揚陸作戦を成功に導いた。また、計画段階より搭載航空機による上陸部隊の支援攻撃が考慮されていたため、発展型であるあきつ丸と同じく現在の強襲揚陸艦の先駆的存在であった。

## 船名
本来の船名たる神州丸（神洲丸）の「神州（神洲）」とは古来日本の異称・雅称であり、「現人神たる天皇の国」および「神々の宿る国」という意味である（神国）。日本の異称は「神州」の他にも扶桑・大和・敷島・秋津島（秋津洲・あきつ）・八島（八洲）・瑞穂等が存在するが、何れも民間船舶・陸軍船舶・海軍艦艇の船名（艦名）として広く用いられているものである。
神州丸と命名されるまで、本船は「R1」（アールワン運送船）と呼称されていた。これは日本海軍が建造時の艦種番号をA・B・C…とわけていたことにちなみ、いちいち「陸軍の船」と呼んでいては不都合のため、陸軍のローマ字表記「Rikugun」の頭文字をとって「R（陸軍）1(初めての型）」と呼称したのである。
秘匿船名の「GL」はその「神州」を英語に直訳した「God Land（ゴッド・ランド）」の頭字語、「MT（M.T.)」は命名当時の帝国陸軍船舶部隊（暁部隊）のトップたる、第1船舶輸送司令官兼陸軍運輸部長松田巻平（初代）・田尻昌次（二代目）両陸軍中将の姓のイニシャル「Matsuda・Tajiri」から取られたものである。
神州丸の建造とほぼ同時期、第一次船舶改善助成施設によって民間海運会社の巴組汽船が本船と同名である中型貨物船神州丸（4,180総t）を建造しており、かつ神州丸（貨物船）は太平洋戦争初期には陸軍徴用船（吾妻汽船へ移籍）として神州丸（特種船）共々ジャワ上陸作戦に投入されているため、本作戦当時の神州丸（特殊船）は龍城丸という船名を使用している（龍城はジャワ上陸作戦のみの秘匿船名とされ、作戦終了後に元の「神州」へと戻っている）。龍城の名は暫定的なものであったために由来は不明ではあるものの、海軍には同音異字の艦名を持つ小型航空母艦「龍驤」が存在しており、あえて建造時期の被る龍驤と船名を被らせる事で特種船の存在秘匿に努めたという説もある。なお、海軍艦艇の艦名と同一ないし類似する船名は特種船を初めとする陸軍船舶および舟艇には珍しい事ではない（#秘匿）。

## 建造の経緯
上陸用舟艇は、波打ち際に乗り上げて将兵や装備を揚陸するために、吃水が浅く小型であるものがほとんどである。このため外洋航行力に乏しく、根拠地から上陸地点までは他の母船によって運ばれる必要がある。戦間期当時の上陸用舟艇母船は宇品丸（陸軍省所有船）のように一般の貨物船（軍隊輸送船）と大差無いもので、上甲板に舟艇を搭載し、デリック・ガントリークレーン・ボートダビット・ホイスト等で泛水（へんすい・海面に降ろすこと）させる方式をとっていた。泛水時には基本的に舟艇は空船で、将兵は泛水後に母船の舷側に垂らされた縄ばしごを伝って舟艇に乗り込み、火砲や車輛、馬匹等はデリックで舟艇内に吊り降ろしていた。この方式は舟艇が多数の場合に時間がかかるほか、波浪の状態によっては泛水・乗船・積載が難しく、また将兵等が移乗時に落下する危険性もあるため迅速な上陸戦を行うのに不向きであった。
島国である日本の地理的条件、第一次世界大戦の戦訓（ガリポリ上陸作戦）、在フィリピンのアメリカ軍（極東陸軍）を仮想敵とする大正12年帝国国防方針によって、1920年代より上陸戦に関心のあった帝国陸軍はその研究に力を入れており、同年代中期から1930年代初期にかけて機能的な上陸用舟艇である小発動艇（小発）・大発動艇（大発）の各型を実用化していた。それらが投入された1932年（昭和7年）3月1日の第11師団による七了口上陸作戦（第一次上海事変）は成功裏に終わったが、戦訓として以下の問題が明らかとなった。
- 在来の泛水方式では上陸に時間がかかり奇襲効果が乏しいこと。
- 敵前の洋上で輸送船より舟艇に移乗するため危険なこと。
- 水深が浅いため小型輸送船しか使用できず、そのため積載艇の種類が限られその数も少なくなること。

また、第一次上海事変での戦訓のほか、1932年6月に行われた陸軍将校らの日出丸（栃木商事、5,256総t）による南洋群島巡航が開発の契機になったとの見方もある。

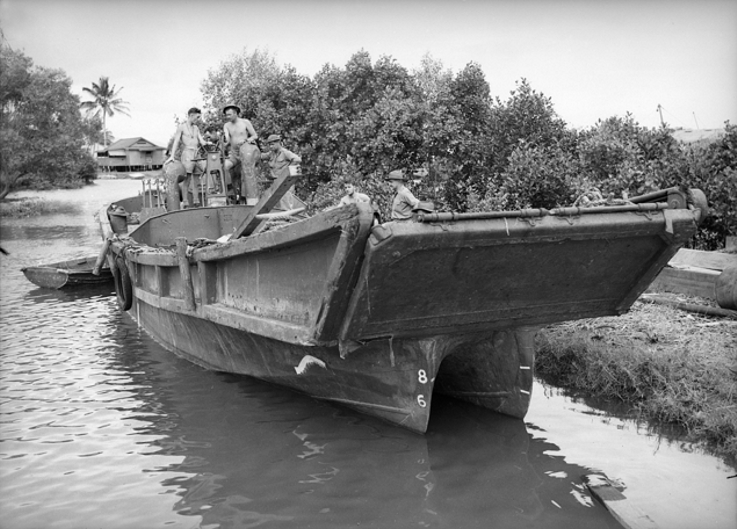
大発（D型）

これらの経緯から、上陸用舟艇を大量に積載可能で人員や装備を乗せたまま連続的に泛水できる新鋭の舟艇母船（揚陸艦）の開発を開始、当初は軍隊や物資の輸送を担当する官衙たる陸軍運輸部の独力で着手していた。なお、陸軍が本格的な揚陸艦を開発・保有した背景については以下の点にも留意しなければならない。
- 当時の海軍は予算不足のため戦闘艦の整備に傾注せざるを得ず、揚陸艦のみならず上陸用舟艇・上陸支援艇の開発・保有を含めた補助艦艇を開発する余裕がなかった[12]
- 軍令部は船団護衛を担当する護衛駆逐艦や海防艦を多数量産することを検討したが、世界恐慌による予算不足で立ち消えとなった[13]。
- ③計画においてやっと占守型海防艦4隻の建造が認められたが[14]、今度は支那事変（日中戦争）で予算を削られて海防艦量産計画は頓挫してしまった[15]。
- 近代戦において進化する上陸戦のみならず遠隔地への軍隊輸送・海上護衛（船団護衛）といった統合作戦への陸海軍の研究・理解不足。しかし後述するように、本船は陸軍と海軍が協力して開発しなければ誕生しえなかった。

かつ、陸軍が海軍とは別に（揚陸や輸送を目的とする）独自の船舶部隊（陸軍船舶部隊）を保有する事は、日本だけでなく同時期のアメリカ陸軍でも大々的に行われていた行為である。
計画・開発されたこの舟艇母船は、従来の単なる輸送船とは全く異なり以下の大きな特徴があった。
- 船内に舟艇格納庫を有し大量の大発等の舟艇を搭載、船尾泛水装置等により安全・迅速に一挙に進水可能。
- 偵察・爆撃機をいわゆる艦載機として搭載、上陸部隊の支援用として多数を運用可能。

これら極めて先進的な機能を有する艦船は、神州丸が世界初であった。航空機の運用能力を有する点では強襲揚陸艦の先駆的存在でもあり、神州丸の航空機運用能力を全通飛行甲板の形で発展させた後続のあきつ丸は、船型においても現代の強襲揚陸艦に近いものであった。
神州丸と同じように兵員・重装備を搭載した状態の上陸用舟艇多数を急速発進させる能力を備えた揚陸艦は、日本以外では、神州丸の起工の約9年後である1942年（昭和17年）に起工・進水された世界初のドック型揚陸艦であるアシュランド級1番艦のアシュランド（ドックは露天型）まで現れなかった。同艦は、露天型ながらウェルドックという神州丸とは全く異なる設計で舟艇母船機能を実現し、その後の主流となった。イギリス軍においては1940年（昭和15年）に、1917年（大正6年）建造の鉄道連絡船「TF-1」および「TF-3」を徴用、1941年（昭和16年）に前者はアイリス（更に1942年にプリンセス・アイリスへ改名）後者をダフォディルと命名し、神州丸と同じように艦尾滑り台から舟艇を降ろすスターンシュート型揚陸艦(LSS:Landing Ship Sternchute)に改装・就役させているが、あくまで老朽鉄道連絡船の設備を流用した脆弱なものであり、のちにはアメリカから供与された本格的なカサ・グランデ級（アシュランド級の主機を変更した準同型艦）を運用している。

## 建造

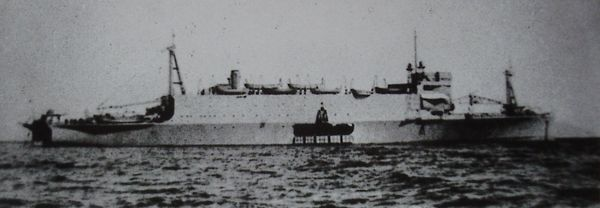
船尾および舷側ハッチを開放した完成直後の神州丸

上述の計画から生まれた原案をもとに設計された「R1（R1輸送船・特種輸送船R1・R1運送船等と呼称）」は、船内に舟艇格納庫を有し、格納庫内部に大発（船尾ハッチから発進）を、上甲板両舷部に小発（各々専用のダビットを用意）を満載した舟艇母船として先進的かつ実用的なものであった反面、船首部に小型の飛行甲板を設けた奇抜な構造であった（更に上甲板中央部にカタパルト2基を設置）。
そのため、開発途中から参加した海軍の技術協力により大幅な設計変更が加えられ（海軍艦政本部に設計図送付）、舟艇の運用方法および設計寸法は陸軍原案をそのまま承継しつつ、船首飛行甲板を廃し航空機発進には船橋および前部甲板に設けられた射出口・左右計2基のカタパルトを用いる事とし、新たに両舷側に側方泛水装置（舷側ハッチとホイスト）を新設する等、船型は大きく変更された。前述のように陸軍側は航空母艦のような発着甲板を設けることを要望したが、20ノット以上の高速が望めないこと・短い甲板からの発着艦は無理との判断から、カタパルト方式になった。また空母として運用するためには煙突を片舷によせなければならないが、煙炉を罐室内でまげる余裕がないこと、舟艇甲板か居住甲板でまげると船内の余裕がなくなるため、通常の船舶と同様の直立煙突が艦後部にもうけられた。煙突より後方の格納庫は狭いため航空機の翼を展開する余裕がなく、予備格納庫となった。
なお、あくまで船内に舟艇格納庫を有す舟艇母船（揚陸艦）の設計は陸軍の発想によるものである。特殊船のため、造船所の選定にあたっては機密保持と技術力の双方が重要視された。そこで寧海級巡洋艦寧海の建造実績をもつ播磨造船所が選ばれた。
1933年（昭和8年）4月8日、「R1」は播磨造船所で起工。建造中、陸軍は「なんとかして空母式の甲板にできないか」と海軍側に要望したが、既に建造中のため根本的な設計変更は不可能であった。そこで空母化については第2船以降で検討することになった。
翌1934年（昭和9年）2月8日に神州丸（神洲丸）と命名される。同年3月14日に進水した。神州丸進水と同時期、日本海軍において水雷艇友鶴が転覆する友鶴事件が発生した。日本海軍は対応に追われたが、神州丸の場合は防水区画に海水バラストを注水して重心を下げるだけで充分との判定であり、陸海軍双方の関係者を安堵させた。
11月の海上運転では、軽荷物状態5600トンで20ノットを突破、基準状態7180トンで予定速力19ノットを発揮した。
11月30日に陸軍に引き渡され12月15日に竣工した。
竣工後の神州丸は帝国陸軍船舶部隊の根拠地であり、陸軍運輸部の本部（のちに兼船舶司令部）も置かれている母港たる広島県宇品（宇品港）に移動。1935年（昭和10年）1月にはカタパルトを装備するため近隣の呉海軍工廠に回航され、射出試験を経た2月26日に宇品に帰還し晴れて完全完成となった。以降、神州丸は小改装・演習・試験・訓練を繰り返し錬成しつつ、1937年（昭和12年）7月の日中戦争勃発を迎える事となった（#実戦）。

### 秘匿
神州丸は、陸密第438号『陸軍兵器機秘密取扱規程』に依る「第一級秘密兵器」に準して取り扱う文字通りの秘密兵器であり、「神州丸ノ機密保持ニ関シ万全ヲ期ス……」で始まる『【極秘】神州丸ノ取扱要領』においては、特に航空機・舟艇運用能力（KS・両舷ホイスト・船尾装置）を秘匿する事としている。かつ、一般に対しては「馬匹及重量材輸送船」と称する、新聞・雑誌・日本船舶名簿・ロイド船名簿日本船名録その他一切の名簿および公刊印刷物に記載されないように注意するといった配慮が1935年1月になされている。
同時期、逓信省（管船局）に対して以下の内容を通牒（ほぼ同様のものを憲兵司令官と大蔵省（税関）にも通牒）。
- 「陸軍輸送船神州丸ハ作戦上其構造性能ハ勿論其存在ニ関シテモ極力之ヲ秘匿（中略）諸構造図面並諸要目ハ秘密扱トシ一切之ヲ外部ニ開示セサル様関係ノ向ヘ洩レ無ク伝達方特ニ及依頼候也」
- 「尚諸種ノ船名簿統計新聞雑誌等ニ本船名ノミヲ登録掲記スルコトモ防止スル様御配慮相煩度併テ依頼トス」

船名としてR1改め神州丸と命名されて以降も秘匿名として、年の古い順に「GL(God Land)」、「MT（Matsuda・Tajiri）」、龍城丸の各称が臨時に使用されており（#船名）、カタパルトは「KS（KS機、K,S機）」、航空機格納庫には「馬欄甲板（馬匹用の部屋）」の秘匿名・偽名が与えられている。
また、竣工前後においては陸軍内部で以下の配慮がされた。
- 播磨造船所にて行われる引渡式に参列する軍人は軍服を避け私服を着用する事、陸軍所属船を示す山形（山形波線・山型波線）の標識[34]は宇品に移動後に付す[35]。
- 陸軍運輸部に属する者、陸軍省・参謀本部・教育総監部・陸軍航空本部に於いて関係ある者、教育・訓練・演習・修理のために乗船する者（軍人・軍属）、および警衛にあたる憲兵以外の者は「神州丸」視察・見学・乗船に陸軍大臣の許可が必要[36]。

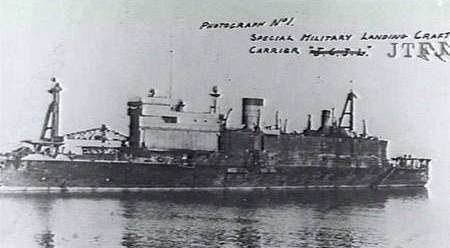
船橋寄り中央部分が戦艦日向2番煙突を転用したダミーの大型煙突。完成直後を撮影した上掲の写真には存在しない

播磨造船所のドックは田舎の山間に位置しており、（川崎造船所・三菱造船所・大阪鉄工所・藤永田造船所といった主要所より）機密保持に適していたことも発注先に選ばれた理由の一つであった。

#### 戦艦日向の煙突
完成後の神州丸は日中戦争の実戦投入前に後述の航空機格納庫（馬欄甲板）の擬装ないし、同様の特種船を複数保有しているかの如く欺瞞するため、船体中央部に太い大型煙突を増設している（本物は船体後部、馬欄甲板を避けるようにやや左舷寄りに設けられた細い小型煙突）。飛行機格納庫であることを偽装するため、軍馬を乗せる馬欄（ばらん）甲板と呼称した。
このダミーの大型煙突は、もとは海軍の伊勢型戦艦2番艦日向の2番煙突であった。これは1936年（昭和11年）前後頃に伊勢・日向が行った機関改装等の大改装時（従来2本の煙突を1本化、1番煙突を撤去し2番煙突を大型化）の撤去品転用とされている。

## 構造

### 基本船型

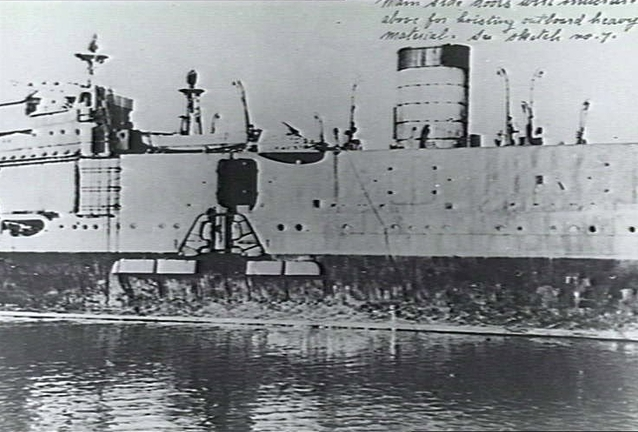
舷側のハッチ周辺。右上の大型煙突は日向の2番煙突を転用したダミー

神州丸の船型は当時の民間商船とは全く異なった外形である。航空機/馬欄格納庫（上段）と兵員居住区（下段）の2層に分かれた巨大な箱型の上部構造物を有し、後世の自動車運搬船や、21世紀のアメリカ海軍最新鋭ドック型輸送揚陸艦サン・アントニオ級を思わせる。上部構造物側壁へつながるよう舷側に強いフレアがかかっており、水線部での船体幅よりも上部が著しく幅広くなっている。このように特殊な軍用船だと明らかな外観は機密保持の観点から問題視され、甲型1番船摩耶山丸等の後の量産型特種船では商船型に近い外形へと変更される事になる（丙型1番船あきつ丸は起工後に国際情勢を鑑みて、商船型第1形態を取りやめ飛行甲板を装着した空母型第2形態状態で竣工）。
外見とは裏腹にいわゆる軍艦構造の重防御設計ではなく、商船構造である。ただし、建造中の1934年に発生した友鶴事件を受けて復元性向上のため海水バラスト搭載の設計変更がされた際、浸水に対する防御力を高めるための防水区画増設が行われている。この設計変更のために公試排水量が1,600tも増加した。後述するように船体内に舟艇格納庫が存在するため水中防御力についての懸念があり、就役後に対魚雷防御のため25mmのDS鋼板を舷側に二重に追加する改装を舞鶴海軍工廠で受けている。なお、のちのジャワ上陸作戦時に友軍の重巡洋艦最上に誤射雷撃され大破着底しているが、防雷隔壁は第1層こそ破られたものの第2層で浸水は食い止められていた。
陸軍運輸部の原案では、畿内丸等ニューヨークライナーと呼ばれていた当時の新鋭高速貨物船を原型とした設計であった。原型のニューヨークライナーではディーゼルエンジン2基2軸の推進方式であるところ、エンジンを1基追加して3軸推進とする計画であったが、海軍による設計変更で蒸気タービン一軸化にされている。

### 舟艇泛水設備

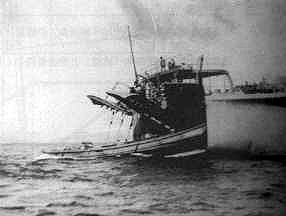
船尾ハッチを開き泛水作業中の神州丸。大発が発進中

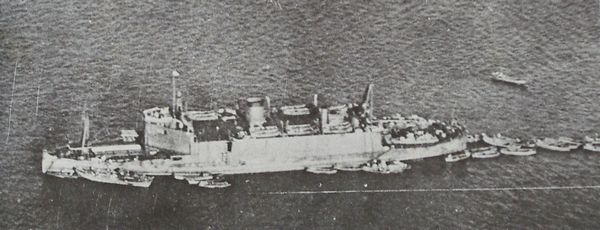
船尾ハッチ等から大発・小発を発進ないし収容中。後部甲板には装甲艇が搭載されている

神州丸の最大の特徴として先進的な上陸用舟艇の搭載・泛水方法がある。その船体内に広い舟艇格納庫を設けて大発等多数の舟艇を搭載し、船尾に主要な発進口が設けられている。一見するとドック型揚陸艦に類似するが、ドック型揚陸艦がその名のとおり船内のドックに海水を導き舟艇を浮かび上がらせて発進させるウェルドック方式なのに対して、神州丸では喫水線より上に位置する格納庫から船尾のスロープ（滑走台）によって舟艇を発進させる泛水方式であった。舟艇格納庫内にはローラーを利用した軌道が敷かれ、天井に設置されたトロリーワイヤーを利用して舟艇を軌道上で移動させる。この軌道は船尾まで伸びており、シーソーを経由して滑走台に、そして大型ハッチ（門扉。船尾泛水扉）を有す並列2箇所の泛水口へ通じている。船尾の並列2箇所の泛水口には曲線を描く計4枚の跳ね上げ式大型ハッチがあり、揚陸作業時にはバラストタンクに注水し船尾を沈下させるとともにこのハッチが開き、スロープの後端が海面に接するようになっている。これらの設備によって滑走台の軌道の上を舟艇が順次移動し、連続して泛水、大部隊を揚陸させる事が可能となった。船尾ハッチの構想自体は陸軍原案からあるものだが、それを全通式格納庫としたのは海軍による設計変更後である。同様の設備があきつ丸以下量産型の各特種船にも承継されている。
この全通格納庫・軌道・滑走台の組み合わせは、後のドック型揚陸艦と構造的に大きく異なるが、同様の能力を有していた。ただし、必然的に隔壁が少なくなる舟艇格納庫が喫水線付近に存在する構造は、浸水に対して脆弱という弱点もあった。日本以外ではイギリス海軍が類似のスターンシュート型揚陸艦（フェリー改装）のアイリス（プリンセス・アイリス）、ダフォディルを運用しているが、やはり防御力の低さが問題視されて前線使用は制限された。
神州丸では船尾のみならず両舷側にも大型ハッチが設けられており、舟艇をホイストを用いて泛水可能である。この舷側ハッチも海軍による設計変更で追加されたものである。その後の陸軍特殊船にはこのような舷側ハッチが設けられなかった。
各種舟艇は格納庫だけでなく前部・中部・後部の全ての端艇甲板上にも多数搭載可能であり、これらは一般の軍隊輸送船のようにデリックやダビットを用い泛水する。装甲艇（AB艇）・高速艇甲(HB-K)やカタパルトの吊り上げが可能なようにデリックは強力なものであり（デリック強化は海軍の設計変更で大幅に強化された点である）、小発用の中部上甲板には各々専用のダビットが用意されていた。

### 航空機運用能力

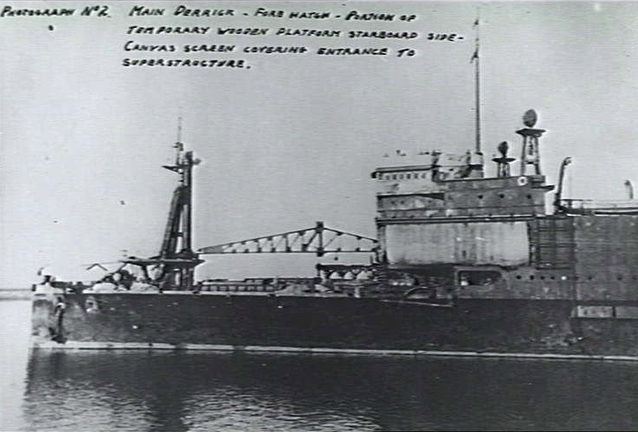
船首付近の外観。航空機発進口のある船橋下部・格納庫前部は帆布で塞がれている。トラス構造の大型デリックが目立つが、この前部甲板にも各種舟艇を搭載可能

優れた舟艇運用能力と並ぶもう一つの大きな特徴として、上陸部隊支援用の航空機の運用能力がある。2層構造の上部構造物内上段に航空機格納庫（秘匿名「馬欄甲板」）を設け、最大12機程の戦闘機・偵察機（偵察爆撃機）を搭載・使用可能であった。実際に九一式戦闘機 6機と九七式軽爆撃機 6機の12機を搭載したことがあったという。
離船（発艦）手順は、大型デリックを用い前部甲板の円形台座に設置した秘匿名「KS」こと呉式二号射出機三型改二（海軍製の火薬式カタパルト）に、船橋ブリッジ下部の格納庫開口部に用意した機体を載せ射出となる。九二式偵察機、九四式偵察機、九八式直接協同偵察機の射出実験を行ったことがあった。
神州丸に着船設備はなく、また使用機は水上機ではない陸上機であるため、機体は占領した敵飛行場・臨時造成飛行場に着陸、陸上・水上に不時着・不時着水するか、操縦者は乗機を捨て落下傘降下によって収容される。これに類似する運用能力を持つ船舶としては、のちの第二次世界大戦時に輸送船団護衛のためイギリス海軍が実戦投入したCAMシップが該当する。「神州丸」と同じくカタパルトによって発船した戦闘機は、敵機を迎撃した防空戦闘後には陸上の飛行場に向かうか、船団付近に不時着水ないし落下傘降下し操縦者は収容されていた（このCAMシップおよびMACシップは一般の輸送船（商船）を臨時に改装したものであり、日本の「神州丸」以下特種船と異なり揚陸艦ではない）。
この航空機運用能力は画期的なものであったが、航空機の急速な発達により建造後数年で実質的な意味を失ってしまい、その運用難度からも使用される事は殆どなかった。実戦でKSが使用されたのは日中戦争中の1937年9月23日、白河々口から乗船した独立飛行第4中隊が上海に向けて洋上離船した例が唯一である。しかしながら、神州丸はただの揚陸艦から一歩進んだ、総合的な上陸戦遂行能力を持った強襲揚陸艦の先駆的存在であった。のちの第二次大戦時に建造される量産特種船のうち、航空機運用能力を改良・発展させた丙型あきつ丸（およびM丙型熊野丸等）は、全通式飛行甲板を有す等本格的な航空設備が設けられたより先進的な揚陸艦となっている。

## 実戦

### 日中戦争

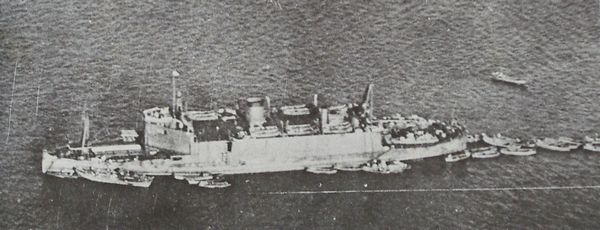
1938年10月、バイアス湾上陸作戦における神州丸

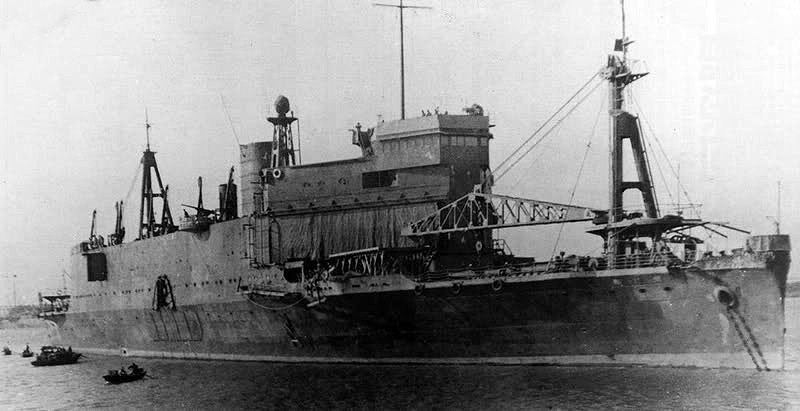
アメリカ海軍によって秘密裏かつ鮮明に撮影された神州丸。特徴的な三角型形状の船橋、航空機発進口を塞ぐ幌布、舷側のハッチ、大型のデリック、多数のダビット、偽装大型煙突が目立つ

1937年（昭和12年）5月頃、舞鶴海軍工廠では第四艦隊事件で損傷した駆逐艦3隻（初雪、夕霧、響）の修理や白露型駆逐艦海風の建造が終わろうとしていた。舞廠造船課長は庭田尚三造船大佐であった。庭田は造船部員時代に播磨造船所に派遣されて臨時の陸軍運輸部部員となり、神州丸の建造に深く関与していた。当時、日本陸軍は神州丸にバルジを装着する意向であったが、呉海軍工廠に余裕がなかったこと・神州丸建造を監督した庭田が舞鶴で造船課長をしていることから、神州丸の工事を舞鶴海軍工廠で実施することになった。
同年7月7日の盧溝橋事件に端を発した支那事変は全面衝突へと発展（日中戦争）。神州丸は舞鶴での改装工事中を中断し、元の状態に復旧して急遽出動することになった。この工事に舞廠の造船職工を多数動員したので、建造中の朝潮型駆逐艦霰の進水は予定より一ヶ月遅れることになった。一方の神州丸は7月17日に宇品へ帰港。完成以降、泛水作業等錬成に励んでいた第5師団工兵第5連隊第3中隊は、28日ないし29日に独立部隊たる独立工兵第6連隊（連隊長：岩仲広知陸軍工兵中佐）に改編され隷下に3個中隊を擁し、「神州丸」にはこの第1中隊（中隊長：鬼頭将方陸軍工兵大尉）が乗船し出撃準備にあたった。
中国派遣動員師団のひとつたる第10師団揚陸の一翼を担う神州丸（当時は秘匿名「MT」を使用）は、8月9日までに大発12隻・小発26隻・装甲艇4隻・高速艇甲4隻を搭載し準備を終え、翌10日に第1船舶輸送司令官松田巻平陸軍中将乗船の司令官艇らの見送りを受け宇品を出港した。
13日に神州丸以下4隻の第1次上陸船団は上陸先である太沽沖に到着・投錨、装甲艇・高速艇甲は偵察のため先行出撃している。14日、第2次上陸船団各輸送船の到着をもって揚陸作業に移り神州丸は舟艇を迅速に泛水、同日9時頃に第10師団諸部隊は太沽に上陸した。同地は7月30日に現地陸軍部隊によって制圧済であった事もあり問題なく上陸を終えている。引き続き15日、第3次上陸船団の揚陸作業を終えた神州丸は前日夜に宇品帰還の命令を受けていたため、20時に太沽を出港し帰路に就いた。
太沽上陸作戦において神州丸はその威力を発揮し活躍、その初陣は成功に終わった。8月14日当時は台風接近中のため2mもの波浪が各船舶・舟艇を襲う悪条件であったが、神州丸泛水作業隊の働きにより全舟艇の泛水・収容を完了している。以降、川沙鎮・呉松鎮・杭州湾・白茆口・白那士湾等で行われた各上陸作戦に神州丸は投入されるとともに、またその搭載能力を生かし輸送任務にも参加、中国戦線で大活躍した。
本作戦当時に陸軍支援や中華民国空軍対策のため投入されていた日本海軍の空母は、第一航空戦隊（空母龍驤、空母鳳翔、第30駆逐隊）と第二航空戦隊（空母加賀、第22駆逐隊）であった。
この日中戦争時に中国沿岸にて投錨中の神州丸の特異な姿に注目した現地のアメリカ海軍は、秘密裏に至近距離から写真撮影をおこなった（「日本艦船識別表 ONI41-42」収録）。またイギリス東洋艦隊の駆逐艦は神州丸を目撃して「剣埼型高速給油艦の剣埼（祥鳳）か高崎（瑞鳳）ではないか？」と思ったという。
つづいて神州丸は1940年（昭和15年）9月以降の仏印進駐に従事した。陸上からは第五師団が、海上からは西村琢磨陸軍少将が率いる近衛師団歩兵三個大隊と歩兵第35旅団がフランス領インドシナにむかった。神州丸/竜城丸は陸軍部隊の旗艦で、これを第二遣支艦隊（司令長官高須四郎海軍中将、旗艦鳥海）麾下の第一水雷戦隊と第三水雷戦隊および第二航空戦隊（司令官戸塚道太郎少将、空母飛龍、空母蒼龍、第11駆逐隊〈吹雪、白雪、初雪〉）が護衛した。西村少将は神州丸に乗船し、第三水雷戦隊（司令官藤田類太郎少将、旗艦「川内」）が神州丸船団を護衛した。サイゴンには軽巡洋艦ラモット・ピケを旗艦とするフランス極東艦隊がおり、日本側は警戒する必要があった。
神州丸以下陸軍輸送船団は海南島海口よりベトナム北部ハイフォンへ向かい、海軍機は海南島三亜市の航空基地を拠点に哨戒任務や警戒に従事した。9月23日にハイフォン沖合に到達すると、フランス側から上陸を延期するよう申し入れがあったが、日本陸軍は上陸強行の意向であった。9月24日、子日はハイフォンを脱出し、三水戦に合流した。藤田少将は上陸掩護のため艦砲射撃を行う予定だったが、高須長官（旗艦「鳥海」）は日本陸軍の姿勢に反発して「陸軍に協力するな」と命じる。9月26日、日本陸軍はハイフォンに上陸を完了した。三水戦は陸軍船団護衛をやめて先に帰投したので、後日「ハイフォン沖の船団置き去り事件」と呼ばれた。

### 太平洋戦争

#### マレー作戦
日中戦争で活躍した神州丸は、当然1941年末開戦予定の太平洋戦争（南方作戦）にも投入される事となった。12月8日、太平洋戦争作戦第1号であるマレー作戦、タイ領シンゴラへの第25軍（軍司令官：山下奉文陸軍中将、軍参謀長鈴木宗作陸軍中将）司令部の上陸に携わった。本作戦において神州丸は「龍城丸」の秘匿名称で呼ばれており、山下奉文第二十五軍司令官や作戦主任参謀要員辻政信陸軍中佐が乗船していた。辻中佐は大本営陸軍部（参謀本部）作戦課戦力班長だったが、マレー作戦にあたり第二十五軍の作戦主任参謀要員に任命されていた。
マレー半島に上陸する陸軍輸送船団を護衛していたのは、馬来部隊指揮官小沢治三郎南遣艦隊司令長官（旗艦「鳥海」）麾下の第三水雷戦隊（司令官橋本信太郎少将、軽巡川内、第11駆逐隊、第12駆逐隊、第19駆逐隊、第20駆逐隊）、練習巡洋艦香椎や海防艦占守、第七戦隊（熊野、鈴谷、三隈、最上）などであった。

#### 蘭印作戦

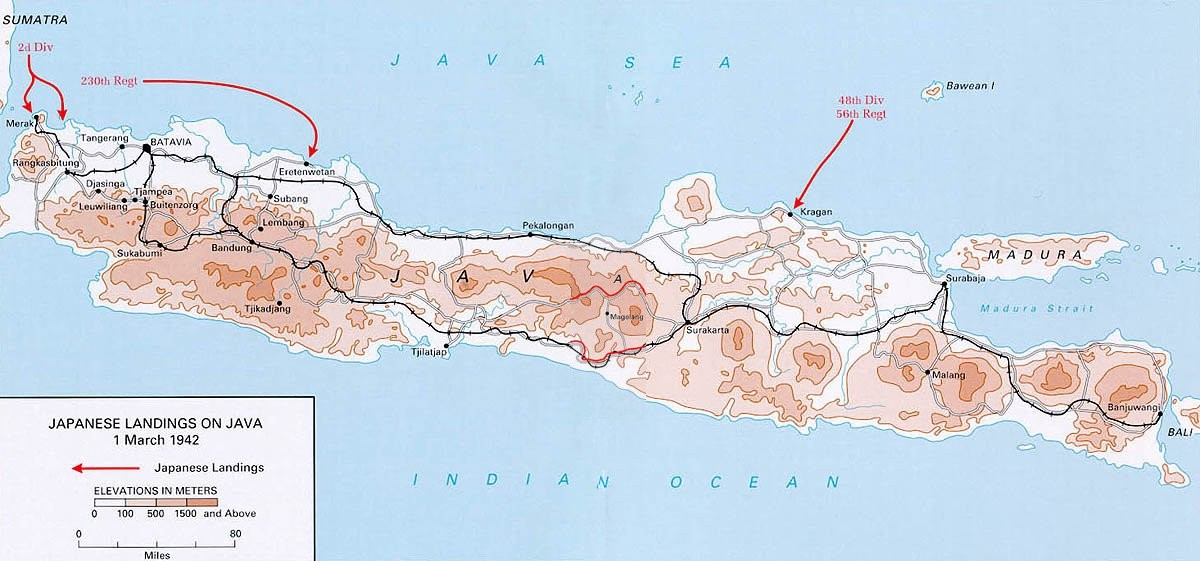
上陸地点4箇所。メラク（地図左端、あきつ丸以下船団）とバンタム（メラクの東部、神州丸以下船団）に第2師団主力が上陸する

翌1942年（昭和17年）には太平洋戦争の開戦意義である南方資源地帯確保のため、1月11日より始められた蘭印作戦に動員される。蘭印作戦では「空の神兵」こと第1挺進団の活躍によって、最重要戦略的攻略目標であるパレンバン大油田を2月14日に制圧していたが（パレンバン空挺作戦）、首都バタビア（ジャカルタ）やバンドン要塞を擁しオランダ軍主力・イギリス軍・オーストラリア軍・アメリカ軍のABDA連合軍将兵約8万強が守備するジャワ島の制圧は最終目標となっていた。このジャワ上陸作戦には神州丸（当時は秘匿名龍城丸を使用）のみならず、竣工間もないあきつ丸（丙型特種船、神州丸に次ぐ特種船第2号）も投入され、第16軍（司令官今村均陸軍中将、参謀長岡崎清三郎少将。1941年11月15日新編）司令部が座乗する神州丸以下はバンタム、あきつ丸以下はメラクへの上陸に参加する事となった。
なお西方攻略部隊の護衛を任じられた第五水雷戦隊司令官原顕三郎少将は「現在の軽巡名取と駆逐艦16隻という戦力では護衛を完遂できない」と、今村中将に不安を訴えた。今村は南方軍（総司令官寺内寿一陸軍大将）に岡崎参謀長と作戦主任参謀を派遣して護衛戦力を増やしてくれるよう要請したが、良い返事はもらえなかった。そこで今村自身が寺内総司令官に直談判しようとしたが、その前に馬来部隊指揮官小沢治三郎海軍中将（第一南遣艦隊司令長官）に相談したところ、馬来部隊から艦艇を引き抜き第五水雷戦隊に増強すると約束した。馬来部隊から増強された部隊の中には、第三水雷戦隊、軽巡由良、第七戦隊司令官栗田健男少将が指揮する最上型重巡洋艦4隻（熊野、鈴谷、三隈、最上）の姿もあった。
2月18日朝10時、西部ジャワ島上陸部隊たる神州丸・あきつ丸等は総計56隻の大船団を編成して仏印のカムラン湾を出港、第五水雷戦隊や由良の護衛下で南進した。日本軍上陸を阻止すべく出撃したABDA連合軍艦隊の行動によりボルネオ島西方を二回も逆航することになり、二月末日ジャワ島上陸の予定は不可能となった。
2月27日、哨戒中の陸上攻撃機がバタビアを出撃してきた連合国軍西方攻撃隊（豪州軽巡ホバート、英軽巡ダナエ―、ドラゴン、英駆逐艦スカウト、テネドス）を発見し、日本軍輸送船団は緊迫した。第七戦隊司令官栗田健男少将（海兵38期）と第三護衛部隊指揮官（第五水雷戦隊司令官原少将、海兵37期）の間で意見が錯綜し、みかねた連合艦隊は「バタビヤ方面ノ敵情ニ鑑ミ第七戦隊司令官当該方面ノ諸部隊ヲ統一指揮スルヲ適当ト認ム」と指示した。連合国軍西方攻撃部隊は日本軍輸送船団が北方へ避退したため接敵できず、バタビアで燃料補給をおこなったあと、インド洋方面に脱出した。
同27日、ジャワ島スラバヤにむかっていた東方攻略部隊および護衛部隊（第五戦隊、第二水雷戦隊、第四水雷戦隊、第三艦隊）は、カレル・ドールマン提督指揮下のABDA艦隊と交戦する（スラバヤ沖海戦）。結果的に日本軍は敵艦多数を撃沈し勝利するものの、長時間の戦闘にもかかわらず敵艦隊を全滅させる事が出来ず、これがのちのジャワ上陸時に問題となってしまった。

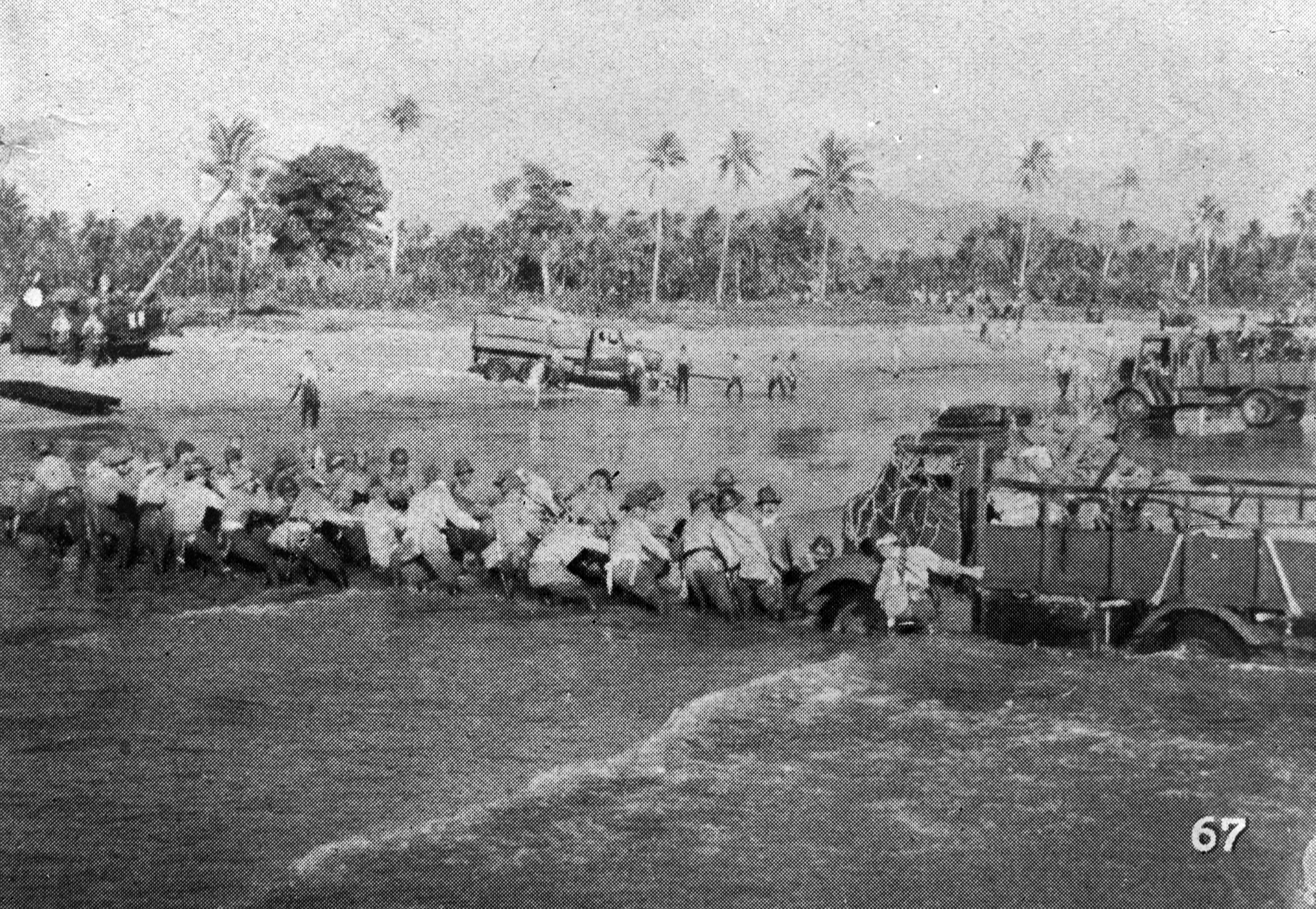
ジャワ島へ上陸する日本軍

イギリス巡洋艦部隊はバタビア方面に向かって撤退し（前述）、由良等が西部ジャワ攻略部隊東方を警戒した。2月28日夜、西部ジャワ攻略部隊はバンタム湾に到着し、駆逐艦がオランダ政庁の小型艦艇を掃討した。第七戦隊第1小隊（熊野、鈴谷）はバタビア方面にむかった。
西部ジャワ攻略部隊は神州丸（龍城丸）以下バンタム湾上陸部隊と、あきつ丸などメラク湾上陸部隊の二手にわかれた。
3月1日午前0時、バンタム湾上陸部隊は投錨し、揚陸作業を開始した。0時30頃には赤色の信号弾が空に上がり、第1次上陸部隊はジャワ島に無血上陸した。しかし、スラバヤ沖海戦で逃したアメリカ海軍重巡洋艦ヒューストンおよびオーストラリア海軍軽巡洋艦パースがこれら上陸船団を発見、泊地に侵入してきた。同1日0時9分、バビ島東方において哨戒中の駆逐艦吹雪（第三水雷戦隊、第11駆逐隊）がヒューストンとパースを発見し、追跡を開始した。0時37分、ヒューストンとパースは砲撃を開始した。吹雪は0時44分に雷撃を敢行した。これをきっかけにバタビア沖海戦が発生した。上陸船団の護衛にあたっていた軽巡名取を旗艦とする第3護衛隊（指揮官原顕三郎第五水雷戦隊司令官）指揮下の駆逐隊や敷設艦白鷹が戦闘に加入し、ヒューストンおよびパースと交戦した。また北方哨戒中だった三隈艦長指揮下の3隻（重巡三隈、重巡最上、駆逐艦敷波）も参戦した。0120、三隈艦長は「ワレ今ヨリ敵ノトドメヲサス」と宣言して砲火を浴びせた。最上は1時27分に酸素魚雷を発射した。パースは1時47分に、ヒューストンは2時6分にそれぞれ沈没し、日本軍は同海戦に勝利した。
しかし戦闘中の1時35分、バンタム湾上陸船団の直掩である第二号掃海艇が突如轟沈した。1時38分には輸送船の佐倉丸（神州丸とともに軍司令部指定船）、続いて病院船の蓬莱丸、そして神州丸/龍城丸も魚雷を受けて大破した。当時、神州丸では第16軍司令部要員が上陸のため前部甲板にて舟艇へ移乗中であったが、右舷中央に被雷し急速に約45度傾斜した。今村陸軍中将以下の将兵は、重油の流出した海に転落した。約3時間後に泛水作業隊らによって救助された。遠距離用無線機と暗号書が海没してしまった。この椿事により、ジャワ島中部バトロールおよび東部クラガンに上陸した別働隊との直接通信が（無線機が3月5日に空輸されるまで）不能となってしまった。しかしながら第2師団を筆頭に各上陸部隊は快進撃を続け、5日には首都バタビアを占領し、7日には要衝バンドンに進出した。これによりバンドン地区防衛兵団は降伏した。8日より蘭印総督との間で降伏交渉が行われ、翌9日無条件降伏が確定する。今村陸軍中将以下第16軍は3月10日の陸軍記念日にバンドン入城をはたし、蘭印作戦は日本軍の完勝に終わった。
バンタムの西部に位置するメラクへの上陸部隊であるあきつ丸以下は、敵艦隊との遭遇も無く第2師団を無事に上陸させ、帰路に就いている。

##### 重巡最上の誤射

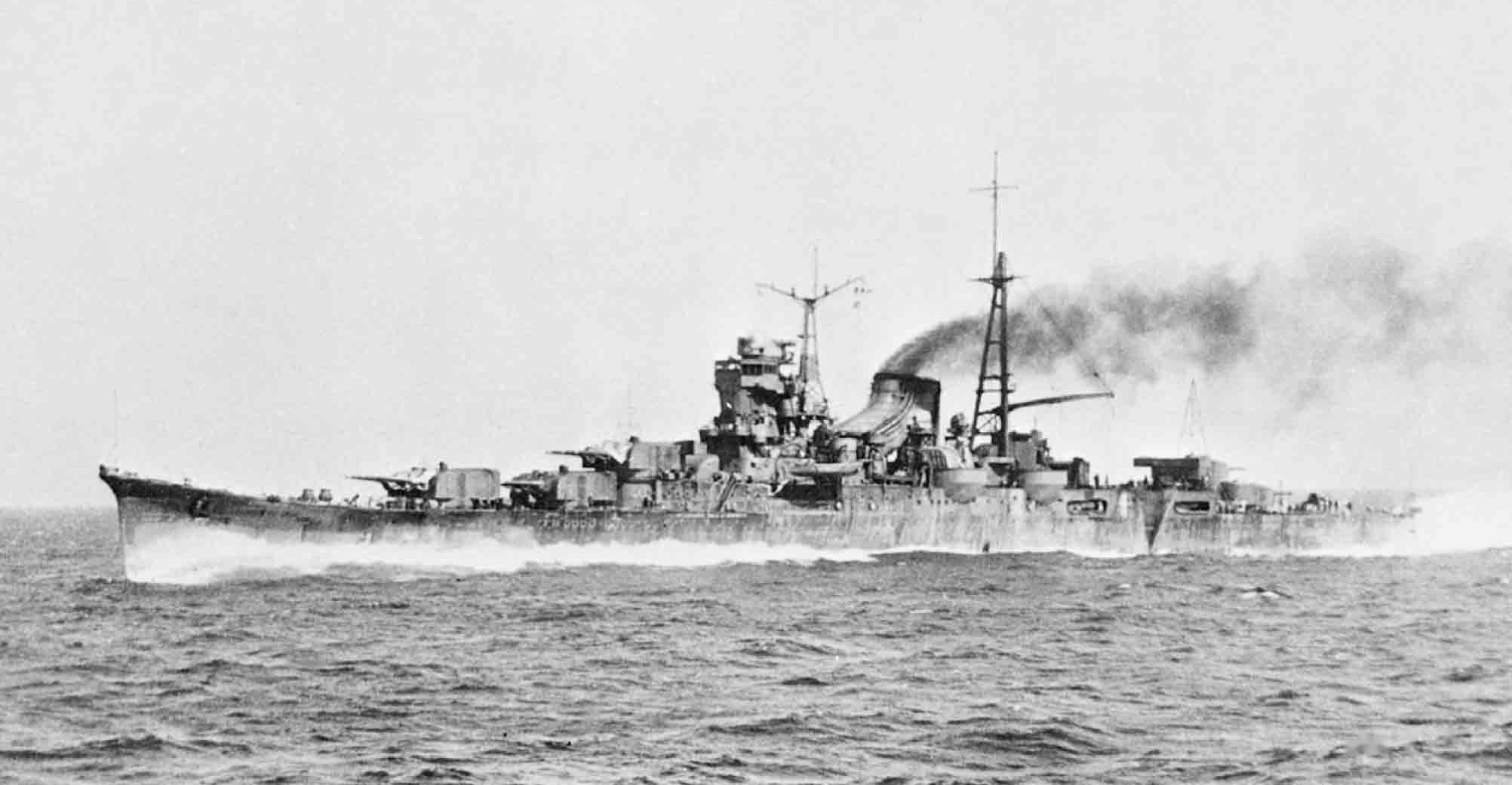
誤射により神州丸以下複数の友軍船を撃沈してしまった重巡最上（写真は軽巡時代）

戦闘後の調査によって、神州丸以下に直撃した魚雷は日本海軍の九三式魚雷（酸素魚雷）である事が判明した。これは3月1日1時27分、最上がヒューストンに対し放った筈の複数本の魚雷が、射線延長線上の神州丸以下船団に命中してしまった同士討ち（誤射）であった。神州丸は優秀な上陸戦遂行能力のみならず旗艦的な司令部機能を有する日本軍にとって虎の子的存在であり、それを輸送船2隻・病院船1隻・掃海艇1隻とともに「撃沈」してしまった海軍の失態は大きなものであった（佐倉丸・第二号掃海艇は沈没、神州丸・蓬莱丸・龍野丸は大破着底）。かつ、神州丸沈没によって座乗していた司令官以下第16軍司令部は上陸前にあわや全滅という危機に陥り、中・東部上陸部隊の直接指揮に必要な遠距離用無線機を喪失している。バンタム湾は浅瀬の泊地であるため船は完全沈下せずに着底し、被雷は第1次上陸部隊の揚陸後で、当日は月齢13と非常に明るい夜であったため人的被害は最小限に食い止められたが、それでも約100名が死亡した。
なお『戦史叢書第26巻、蘭印・ベンガル湾方面海軍進攻作戦』では「最上」の誤射としているが、当時の初雪砲術長は第11駆逐隊（初雪、白雪、吹雪）が発射した魚雷だった可能性を指摘している。当時の春風駆逐艦長は、第5駆逐隊（朝風、旗風、春風）や他艦の発射した魚雷も命中しなかったか、味方輸送船団の方向に流れていったと回想している。第五水雷戦隊の消費弾数は、名取（主砲29発、魚雷4本）、第5駆逐隊（主砲16発、魚雷17本）、第12駆逐隊（主砲37発、魚雷18本）、第11駆逐隊（主砲116発、魚雷4本）と記録されている。
帝国陸軍はバタビア沖海戦における誤射事件を不問に処し、帝国海軍の名誉に傷をつけぬよう神州丸以下の沈没は敵軍の攻撃によるものにすることを提案、かつ責任追及も行っていない。「人情将軍」と謳われた人格者たる名将今村陸軍中将も、後日司令部揃って謝罪に参った海軍関係者を快く赦している。戦後、今村中将は「2隻の高速魚雷艇にやられた」と回想している。また『提督小沢治三郎伝』には今村の感謝が述べられているが、この「大巡二隻」が三隈と最上である。
第十六軍参謀長岡崎清三郎陸軍少将と、最上艦長曾爾章大佐は、同じ中学校の先輩と後輩という関係であった。最上艦長によれば、太平洋戦争後の岡崎は曾爾に「船上からまたとない珍しい海戦を見物させてもらった」と笑ったという。曾爾自身は、ジャワ方面の行動で最も残念だったのは（バタビア沖海戦の誤射ではなく）知床型給油艦鶴見が補給任務後に潜水艦（K-15）によって撃沈され多数の戦死者を出した事……と回想している。
のちの陸軍による神州丸サルベージ作業中、「九三式」の刻印がある九三式魚雷の破片が船倉ヘドロ内より発見されたがこれはバンタム湾に投棄され証拠隠滅、陸軍省が企画した対外用公刊戦史『大東亜戦史 ジャワ作戦』（1942年11月）では、連合軍の駆逐艦や爆撃機の攻撃によって神州丸以下は沈没したことになっている。
以下は上陸後の3月1日15時50分および54分に、海軍に対して第16軍司令官今村均陸軍中将と第1揚陸団長伊藤忍陸軍少将が送った謝辞である。

##### サルベージ・修理
3月4日、大傾斜着底した神州丸をサルベージし、修理の上再び軍務に就かせる旨の命令が熱田丸に避難中の乗員に対し第1揚陸団長より発せられた。約1ヵ月後、シンガポールから日本サルヴェージ株式会社の静波丸が到着し調査にあたったが、自船の能力では浮上不可と判断。宇品の船舶司令部において協議がなされ、技師・作業員・潜水士多数を載せた日本郵船の大隅丸の派遣が決定し5月下旬に送られた。神州丸は魚雷によって右舷中央部中甲板2m下部の位置に縦横数mの破口が開き、水中聴音機の聴音棒は抜け落ち、舟艇泛水用の舷側ハッチも破損、全体の被害状況は右傾斜約45度・機関室完全水没・中甲板約70%水没・上甲板約50%水没であった。しかし幸いにも発電機室は水没しておらず、防雷隔壁は第1層こそ破られていたが第2層で浸水は食い止められていた。
サルベージはまず右舷船底のヘドロを除去し破口を木材にて密封、これは8月中旬までに完了。9月には船内の排水作業を行いつつ傾斜を復元させ23日に船体は浮上、船内の洗浄・消毒・整備を経て12月13日に総合運転試験をパスした。破口はあくまで応急修理であるため日本本土への回航は不安視されたため、12月25日にシンガポールの海軍のドック（セレタードック）に移送、約2ヶ月後に入渠し1943年（昭和18年）4月30日まで各部の補強を受けた。なお、当時セレタードックは海軍艦艇の修理で手一杯であったが、海軍に沈められた神州丸は（入渠に約2ヶ月要しているものの）優先して修理されることになっていた。
5月1日、「お色直し」がされ出渠した神州丸は生ゴム1,000t分の資源と本土帰還者を乗せた。6日、神州丸（龍城）は峯風型駆逐艦汐風に護衛されてシンガポールを出港する。12日、台湾の馬公に寄港する。佐々木船長の機転で土産としてバナナを大量に積み込んだ。14日、馬公を出発。まもなく九州の門司に到着した。似島検疫所を経て18日に宇品へ帰還したが、7月中旬から10月頃にかけて播磨造船所に入渠し修繕工事が行われている。

#### 輸送・揚陸作戦
1943年11月、完全復帰した神州丸はその搭載能力を生かし数々の輸送任務に投入され、1944年（昭和19年）5月までにパラオ・高雄・シンガポール・釜山等各方面を巡っている。

##### ヒ57船団
1944年（昭和19年）4月上旬、神州丸はヒ57船団（ヒ船団）に加入した。神州丸を含む加入船舶9隻を、大鷹型航空母艦海鷹と海防艦（択捉、壱岐、占守、第8号、第9号）他で護衛した。旗艦は択捉で、海鷹は第九三一海軍航空隊の九七式艦上攻撃機 12機を搭載していた。4月1日、ヒ57船団部隊は門司を出撃、16日シンガポールに到着した。帰路はヒ58船団部隊となり、神州丸を含む加入船舶7隻を、海鷹および海防艦（択捉、壱岐、占守、第9号）が護衛した。4月21日、ヒ58船団部隊はシンガポールを出発する。4月24日、サイゴン沖合を潜水艦ロバロ―が航行しており、同海域にヒ58船団部隊が接近していた。海鷹より発進した九七艦攻はロバロ―を爆撃し、同艦は損傷した。5月3日、ヒ58船団部隊は門司に到着した。

##### ヒ65船団
1944年（昭和19年）5月下旬、神州丸は第七護衛船団司令官松山光治少将を指揮官とするヒ65船団に加入した。神州丸をふくむ加入船舶12隻を、練習巡洋艦香椎と軽空母海鷹などが護衛した。松山少将は香椎を旗艦とした。
5月29日、ヒ65船団部隊は北九州門司を出発する。シンガポールを目指してバシー海峡を南下中の6月2日、護衛の海防艦淡路がアメリカ潜水艦ギターロにより撃沈された。当時は雨で視界は不良、船団は単縦陣で側面を海防艦が護衛していたという。つづいて魚雷攻撃を回避しようとした輸送船有馬山丸（三井商船、8,967総トン）が神州丸の船尾に衝突する。有馬山丸には魚雷が命中していたが、早爆か不発のため小破であった。一方、神州丸では対潜用に搭載していた爆雷が誘爆し、航行不能になった。積荷のカーバイトに引火したという回想もある。約200名が死亡した。
神州丸は香椎に曳航され、海防艦千振と19号に護衛されて基隆にむかった。台湾到着後、香椎等はヒ65船団に戻っていった。
第一海上護衛隊は、ミ05船団に対し「基隆に寄港し、神州丸に乗船中の陸兵を各船へ移乗せよ」と命じた。
神州丸は同地で7月末まで修理を受け、8月の宇品帰還後は、11月まで釜山への輸送任務を幾度も行っている。
これ以降のフィリピン輸送作戦は、揚陸艦として建造された神州丸以下特種船達の揚陸能力を最大限に生かす最後の作戦となった。

##### ヒ81船団

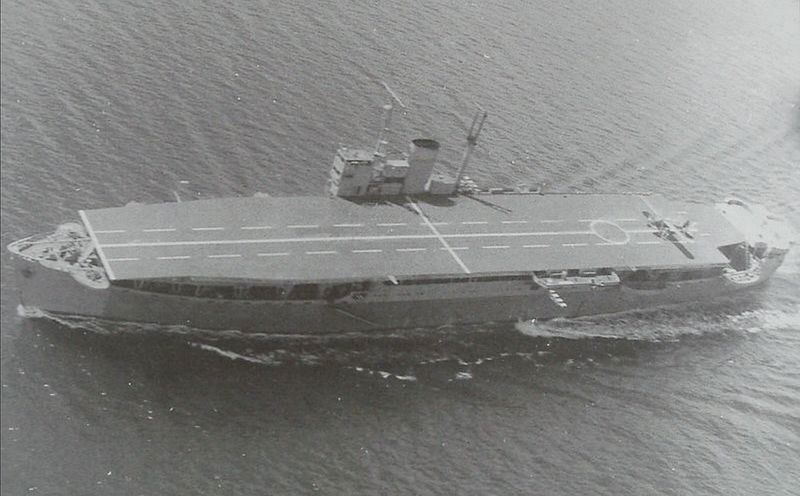
丙型特殊船あきつ丸。対潜哨戒機を運用可能な揚陸艦兼護衛空母への改装後の撮影

11月、フィリピン防衛戦のため精鋭第23師団を緊急輸送する任務が、神州丸・あきつ丸（丙型）・摩耶山丸（甲型）・吉備津丸（甲型）の特種船に与えられた。日本軍はルソン島マニラ行き神州丸以下特殊船々団と、本来のシンガポール行きタンカー複数隻により、ヒ81船団を編成した（指揮官は第八護衛船団司令官佐藤勉少将、旗艦「聖川丸」）。護衛には軽空母神鷹、松型駆逐艦樫、海防艦5隻（対馬、択捉、昭南、久米、大東）が就いた。
空母神鷹には対潜飛行部隊として第九三一海軍航空隊の九七式艦上攻撃機14機が搭載され、目視が可能な昼間には2機が常時飛行し哨戒と警戒にあたった。また神州丸・あきつ丸および護衛各艦も水中聴音機を使用し敵潜水艦を警戒していた。なお、当時の「あきつ丸」は対潜用護衛空母として改装後の姿であったが、護衛に神鷹があることと大規模な軍隊輸送のため対潜飛行部隊（独立飛行第1中隊・三式指揮連絡機）は陸揚げされ、飛行甲板や舟艇用格納庫には四式肉薄攻撃艇を、航空機格納庫には物資等を満載している。
11月14日、ヒ81船団は伊万里湾を出港した。
11月15日正午頃、五島列島沖において、あきつ丸がアメリカ潜水艦（クイーンフィッシュ）の雷撃で炎上、沈没した。また17日18時に摩耶山丸が米潜水艦（ピクーダ）の雷撃で沈没した。同日23時には、神鷹が米潜水艦スペードフィッシュの雷撃で沈没した。これにより輸送部隊の半分を喪失、3隻合計で約6,200ないし6,700名が戦死した。

##### タマ33船団

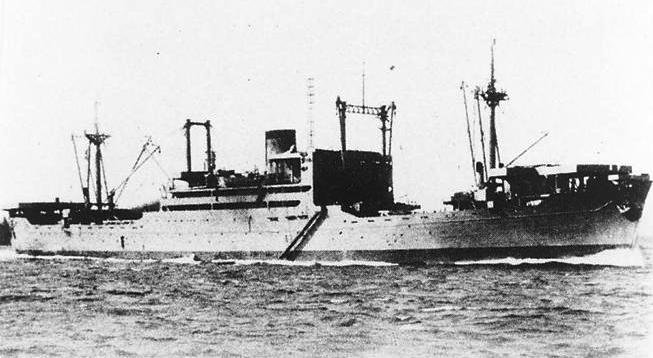
甲型特殊船吉備津丸。重武装の特殊船でありレーダーも装備していた

眼前で僚船を撃沈された神州丸・吉備津丸に被害は無く、11月21日に上海沖合で沈没艦生存者をおろした。25日、無傷のタンカー船団（ヒ81船団）と分離したのち、26日と28日に高雄港（台湾）到着。タマ33船団に改編した。
当時のフィリピン戦線では輸送船や機帆船はもちろん、駆逐艦や輸送艦（第一号型輸送艦、SB艇）すら次々に撃沈され、陸兵の輸送用船舶確保すら困難になっていた。このため、吉備津丸・神州丸（途中から青葉山丸を追加）による第二十三師団、第十師団、第十九師団の高雄～ルソン折り返し輸送の計画がたてられた。しかしフィリピン戦線の状況は日々悪化し、大本営の憂慮は深まるばかりだった。
吉備津丸と神州丸は第二十三師団残余のみを搭載し、30日に高雄を出発。12月2日、ルソン島北サンフェルナンド（当初のマニラより変更）へ到着、輸送部隊を揚陸し任務を達成した。12月4日、北サンフェルナンドを出発した。

##### ヒ85船団およびタマ38船団
12月、ルソン島への精鋭部隊（第19師団〈虎兵団〉・第1挺進集団）輸送任務が神州丸および吉備津丸と日向丸（M甲型） に与えられた。日向丸と青葉山丸には、第1挺進集団の第二滑空聯隊が乗船していた。12月19日、第一〇一戦隊司令官渋谷紫郎少将指揮下のヒ85船団部隊（護衛隊〈香椎、対馬、鵜来、大東、第23号海防艦、第27号、第51号、第6号駆潜艇〉、加入船舶〈神州丸、吉備津丸、青葉山丸、日向丸、せりあ丸〉）は北九州を出発する。
12月23日、高雄に到着する。
ここで船団部隊の編成替がおこなわれた 。特殊輸送船4隻（神州丸、吉備津丸、日向丸、青葉山丸）は、海防艦三宅以下数隻の海防艦で編成されたタマ38船団部隊となり、26日に高雄を出港する。29日、ルソン島北サンフェルナンドへ到着。揚陸作業中にアメリカ陸軍航空軍第5空軍の双発攻撃機。攻撃を受け、青葉山丸と第二十号海防艦が沈没する。神州丸以下は31日深夜までに輸送物件の大半を無事に揚陸、輸送任務は成功した。

##### 最期（マタ40船団）

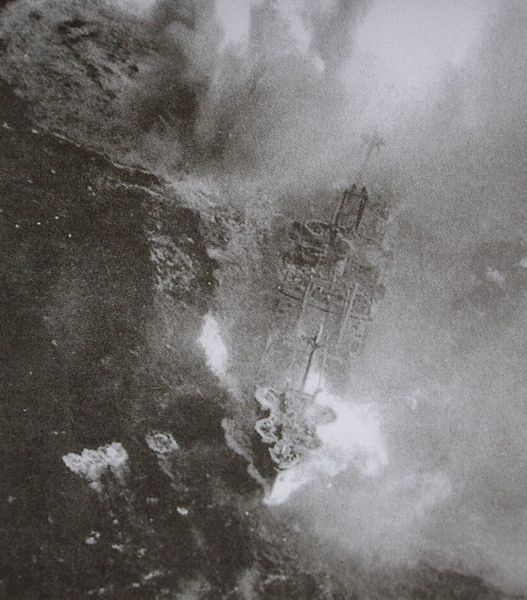
1945年1月3日、ホーネット他艦載機の空襲を受ける僚船たる吉備津丸または日向丸

同時期、フィリピン近海には第38任務部隊が接近しており、戦艦ニュージャージーに将旗を掲げるハルゼー提督は「小沢機動部隊の最後の生き残りである航空戦艦日向と伊勢を撃沈してやろう」と闘志を燃やしていた。
年が明けた1945年（昭和20年）1月1日3時55分、タマ38船団で揚陸任務を成功させた特殊輸送船3隻（神州丸、吉備津丸、日向丸）は帰還便乗者数百名を乗せてマタ40船団を編成、海防艦6隻（三宅、干珠、能美、生名、第39号、第112号）を護衛としてサンフェルナンドを出港した。
3日0時30分、バシー海峡を突破した船団は高雄沖に到着し投錨した。ところが台湾はアメリカ海軍空母機動部隊（第38任務部隊）の搭載機により空襲されていた。回避のため中国本土へ変針したが、7時50分に第38任務部隊の索敵機2機と遭遇、索敵機は船団警戒のため出撃していた海軍の飛行艇（第九〇一海軍航空隊の九七式艦上攻撃機とも）を撃墜し去った。こののち爆装した敵艦上爆撃機3機が飛来するも、神州丸以下は対空戦闘を敢行しこれを撃退する。
11時30分、空母ホーネット (CV-12)他より約50機の敵大編隊が襲来、爆撃機・雷撃機が船団の中でもひときわ異様な船型の神州丸を集中攻撃していった。神州丸は巧みな操船と船砲隊の対空戦闘により十数発の爆弾・魚雷を回避するも、戦闘開始約10分後ついに船橋付近と煙突付近に爆弾が直撃。爆弾は馬欄甲板（旧：航空機格納庫）を貫き上甲板上で爆発し火災が発生した。攻撃は15分程で終わり敵機も空母に帰還したが、神州丸の延焼を防ぐことは出来ず搭載弾薬も誘爆したため、中村船長は総員退船命令を発し同じく12時30分には今野船砲隊長も退船命令を発令、神州丸は放棄された。戦死者は船員33名・船砲隊66名・便乗者283名に上る。生還した神州丸の乗員は海防艦に救助され、また僚船の吉備津丸は3発の直撃弾を受けていたが日向丸ともども健在であり、これら残ったマタ40船団は目的地高雄に入港した。
放棄された神州丸は水線下には被害を受けていなかったため、沈むことなく炎上を続けながら漂流した。しかし約12時間後、夜間で炎に照らされるその姿が目標となり、1月3日23時37分にアメリカ海軍の潜水艦アスプロの雷撃を受け高雄沖南南西約90km、北緯21度57分・東経119度44分の地点で沈没した。

## 主要船歴
- 1933年4月8日  - 播磨造船所にて起工
- 1934年2月8日 - 神州丸と命名
  - 3月14日 - 進水
  - 11月30日 - 引渡
  - 12月15日 - 竣工
- 1935年2月26日 - 完全完成（呉海軍工廠にてカタパルト設置後）
- 1937年5月 - 舞鶴海軍工廠にて改装着手（舷側の水中防御を改善）
  - 7月 - 日中戦争勃発にともない改装工事を未成のまま帰港
  - 8月 - 太沽上陸作戦参加。揚陸成功
  - 11月 - 杭州湾上陸作戦参加。揚陸成功。
- 1938年10月 - バイアス湾上陸作戦参加。揚陸成功
- 1939年2月 - 海南島上陸作戦参加。揚陸成功
- 1941年12月 - 防空基幹船に指定。マレー作戦・シンゴラ上陸作戦参加。揚陸成功
- 1942年3月1日 - 蘭印作戦・ジャワ上陸作戦参加。揚陸成功
  - 第1次上陸部隊揚陸直後、バタビア沖海戦に巻き込まれ友軍の重巡最上の発射した魚雷が命中し大破、大傾斜着底。座乗していた第16軍司令官今村均陸軍中将以下、将兵が海に投げ出される
  - 3月4日 - サルベージ作業開始
  - 12月25日 - 応急修理のためシンガポールに移送
- 1943年7月 - 播磨造船所へ入渠
  - 10月 - 修理を完了。以降、数々の輸送・揚陸任務に従事
- 1944年6月 - ヒ65船団に加入し航行中、敵潜の雷撃を回避しようとした輸送船有馬山丸が船尾に衝突。爆雷が誘爆し大破・操舵不能になり約200人が死亡、台湾にて修理を行う
  - 11月 - ヒ81船団にあきつ丸・摩耶山丸・吉備津丸の特殊船3隻等と共に加入。あきつ丸・摩耶山丸および護衛の神鷹を敵潜の雷撃によって喪失するも、神州丸・吉備津丸は生還
  - 11月/12月 - 吉備津丸ともにタマ33船団を編成。揚陸成功
  - 12月 - 吉備津丸・日向丸とともにタマ38船団を編成。揚陸成功
- 1945年1月3日 - 帰路、吉備津丸・日向丸とともにマタ40船団を編成し航行中、高雄沖にてアメリカ海軍第38任務部隊の空襲を受け炎上、放棄。吉備津丸・日向丸は生還
  - 漂流中に米海軍潜水艦アスプロの雷撃で沈没